# Alwin
Alwin – imię męskie pochodzenia germańskiego. Stanowi skróconą formę imienia Albwin lub Adalwin.
Żeński odpowiednik: Alwina
Alwin imieniny obchodzi 26 maja.
Znane osoby noszące imię Alwin:
- Alvin Gajadhur
- Alvin Weinberg
- Alvin Toffler

Zobacz też:
- Alvin – nazwa kilku miejscowości w Stanach Zjednoczonych, oraz w Kanadzie, pochodzących od tego imienia.
- DSV Alvin – amerykański okręt podwodny.
- „Alwin i wiewiórki” – animowany serial telewizyjny, na podstawie którego powstał aktorski film kinowy.
- Opowieści o Alvinie Stwórcy – cykl książek fantasy.